# La boca del infierno (leyenda)

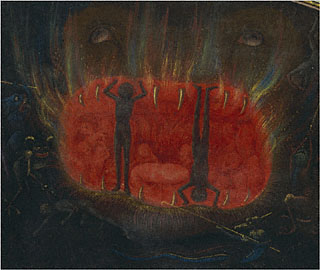
La boca del Infierno o La boca infernal, de Simon Marmion, en Las visiones del caballero Tondal, detalle, aprox. 1475.

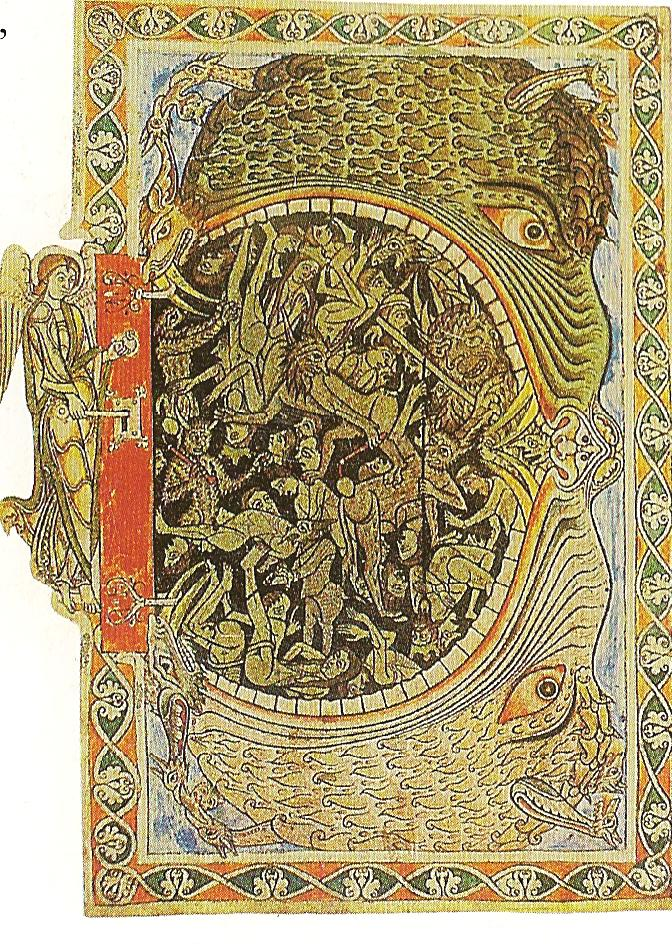
Boca del Infierno, cerrada por un arcángel, del salterio Winchester, alrededor del año 1150.

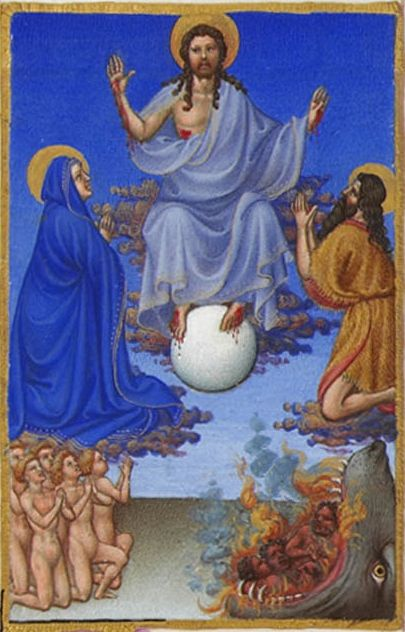
Simplificado Juicio Final de Les Très Riches Heures du duc de Berry, aprox. años 1440.

La boca del Infierno es la entrada al infierno, representada como la boca abierta de un monstruo enorme; esta imagen aparece por primera vez en el arte anglosajón y luego se extiende por toda Europa. Es muy común en las representaciones del Juicio Final y de los 'tormentos del Infierno' hasta finales de la Edad Media. Se utilizó a veces durante el Renacimiento y también después. Gozó de una especie de renacimiento después de la Reforma protestante, en polémicas y populares impresiones gráficas, donde figuras desde el lado visible se muestran desapareciendo en la boca. Una notable aparición tardía está en las dos versiones de un cuadro de El Greco de alrededor de 1578. Caricaturas políticas mostraron a Napoleón liderando sus tropas hacia una.
En las Homilías Vercelli anglosajonas (4:46-8), Satanás se asemeja a un dragón tragando a los condenados:
"... ne cumaþ þa næfre of þæra wyrma seaðe & of þæs dracan ceolan
þe is Satan nemned." - "[ellos] no salen nunca del pozo de las serpientes y de la garganta del dragón que es llamado Satán."

## ¿El Escorial es una de las puertas del infierno?
Se conjetura de manera legendaria con que el Monasterio de El Escorial pudo haber tapado una de las bocas del infierno, y que por eso habría sido el enclave elegido por Felipe II, gran aficionado al ocultismo y a la alquimia. El periodista e investigador Juan Ignacio Cuesta Millán, autor de La boca del infierno: claves ocultas de El Escorial” (2006), niega que lo sea, pero sí afirma que sí se quiso dominar al maligno espiritualmente en el monasterio, donde falleció el monarca, mientras escuchaba el Ave María del Maestro Tomás Luis de Victoria. Leyendas medievales atribuyen a Lucifer haber morado en una espelunca de la base del vecino Monte Abantos, en el Guadarrama, antes de ser desterrado al infierno. En aquellos días, el Ángel Caído habría abierto sietes bocas al infierno por todo el mundo, y una estaría en El Escorial. Fermín Bocos también se hace eco de esta leyenda en Viaje a las puertas del infierno: Las entradas ocultas del Hades (2015), donde recuerda que los ingleses conocían a Felipe II como "el demonio del Mediodía". Rocío Rueda narradora de literatura infantil, escribió en 2016 La boca del infierno, novela ambientada en El Escorial. Cristina López Barrio presentó en 2019 su thriller Rómpete corazón, en el que dos niñas desaparecen en "la boca del infierno escurialense".

## Otras bocas del infierno
En Cascais, junto a la visitada playa de Guincho, se encuentra el paraje natural Boca do Infierno: una gran oquedad abierta en el acantilado rocoso, donde Aleister Crowley fingió un falso suicidio con la ayuda de su amigo, Fernando Pessoa, y del periodista Augusto Ferreira Gomes.